# Martell Károly
Ha a magyarországi trónkövetelőre vagy kíváncsi, lásd az Anjou Károly calabriai herceg (1271–1295) szócikket!
Martell Károly (686. augusztus 23. – Quierzy (Aisne), 741. október 21./22.) a Frank Királyság teljhatalmú majordomusa, a Karoling-ház névadója volt. Nevéhez fűződik az arabok nyugat-európai előretörésének megállítása a 732-es poitiers-i csatában. Ragadványneve, melyet számos sikeres hadjáratával érdemelt ki, a latin martellus (= kalapács/pöröly) szóból ered.

## A hatalom megszerzése
Apja az austrasiai királyságot Neustria felett győzelemre vezető Herstali Pipin majordomus volt, édesanyja, Alpaïde de Bruyères azonban nem Pipin törvényes asszonya volt. Így történt, hogy amikor Pipin 714-ben meghalt, felesége, Plectrude szembeszállt egyetlen életben maradt gyermeke, Károly örökösi igényével, és inkább saját, korábban elhunyt fiának, II. Grimoald hajdani burgundiai és neustriai majordomusnak a fiát, a hatéves Theudoaldot támogatta. Károlyt a kölni börtönbe záratta, ezzel Austrasia felől biztosította magát. 715-ben azonban Plectrude és unokájának hadserege vereséget szenvedett a Ragenfrid vezette neustriai lázadóktól Compiègne mellett.
A III. Dagobert és 715-től kezdve II. Chilperich által támogatott Ragenfrid egészen a Maas (Meuse) folyóig előretört. Austrasia nemessége a börtönéből kiszabadult Károlyt tette meg majordomusszá. Ragenfrid a betörő fríz uralkodóval, Radboddal szövetkezve 716-ban a még mindig Plectrude által tartott Köln mellett megfutamította ellenfele csekély létszámú és felkészületlen hadait, majd az anyakirálynét és Theudoaldot kényszerítette megadásra. Ezt követően azonban fordult a hadiszerencse: megfelelően felkészülve az Eifelből visszatérő Károly már 716-ban Amblève mellett szétszórta ellenségei hadát, és Plectrude váltságdíját is visszaszerezte.
717. március 21-én Vincy mellett is győztek az austrasiai hadak. II. Chilperich és majordomusa Párizsba menekült, Károly pedig saját királyt nevezett ki IV. Chlothar személyében. 718-ban Soissons mellett végleg vereséget szenvedtek az immár Odo aquitániai herceg által támogatott ellenfelei. Ragenfrid Angers-ba, Chilperich és Odo a Loire-tól délre menekült. Végül az aquitániai herceg kiadta Chilperichet, és Ragenfridhez hasonlóan békét kötött Károllyal, aki minden ellenfelének megkegyelmezett. 718-tól Martell Károly lett minden frank királyság majordomusa.

## Háborúk
Károly első dolga az Austrasiába betört pogány szászok megbüntetése volt, ezért 718-ban feldúlta Weser, a Lippe és a Ruhr-vidékén fekvő területeiket. 719-ben az ellenfeleit segítő frízeket támadta meg, megszerezve Nyugat-Fríziát. Sokat tett a germánokat térítő Szent Bonifác és a frízek apostolának nevezett Szent Willibrord munkáját segítendő. 724-ben az Anjou birtokában meghagyott Ragenfrid ismét fellázadt, de miután Károly könnyedén leverte, fiait adta túszul a grófságért cserébe. 720 és 723, majd 725 és 728 között Bajorország függetlenedő Agilolfing ura, Hugbert ellen fordult, és a saját hűségére kényszerítette, Swanachild hercegnőt pedig az ágyasává tette. 730-ban Lantfrid alemann herceggel végzett egy csatában, és nem is nevezett ki utódot számára.
Ezt követően figyelme délnyugat felé fordult. I. Odo aquitániai herceg 721-ben a toulouse-i csatában ugyan súlyos csapást mért az Ibériai-félszigetről támadó muszlimokra, de Károly újabb támadásra számított. 732-ben aztán régi ellenségével, az akvitán herceggel összefogva a poitiers-i csatában végleg megfutamította az arabokat. Ezt a csatát, amelynek eredményeként Károly a Kalapács (Martell) ragadványnevet kapta, sok történész fordulópontnak tekinti az európai történelemben. Nagyobb támadásra délről ezután már nem kellett számítani. Bár a 720-as években az arabok egy sor erősséget építettek ki a Pireneusoktól északra, ezeket Károly 736–737-ben felszámolta.
A hátralevő években Károly leszámolt a frízekkel (734), újjászervezte Burgundiát (730–735), és megakadályozott egy, a Földközi-tenger felől indított arab támadást. Ez utóbbi hadjárat során Narbonne kivételével az összes, a 720-as évek óta arab kézben levő támaszpontot (Montfrin, Avignon, Arles, Aix-en-Provence, Béziers, Nîmes, Agde) visszahódította (736–737). Ebben nagy segítségére volt szövetségese, Liutprand longobárd király. Az így meghódított területek galloromán többségű, a római jogrendhez és városias életmódhoz szokott lakossága azonban rosszul tűrte a frank uralmat, és mihelyst Károly kivonta csapatait Poitouból, a tartományban lázongások törtek ki — ezeket azonban Károly lombard és frank csapataival leverte, Maurontius provence-i patríciust elfogatta.
738-ban a vesztfáliai szászokat kötelezte adófizetésre, 739-ben pedig egy provence-i lázadást vert le, újabb súlyos vereséget mérve a lázadók megsegítésére érkező mórokra.

## Király nélküli királyság

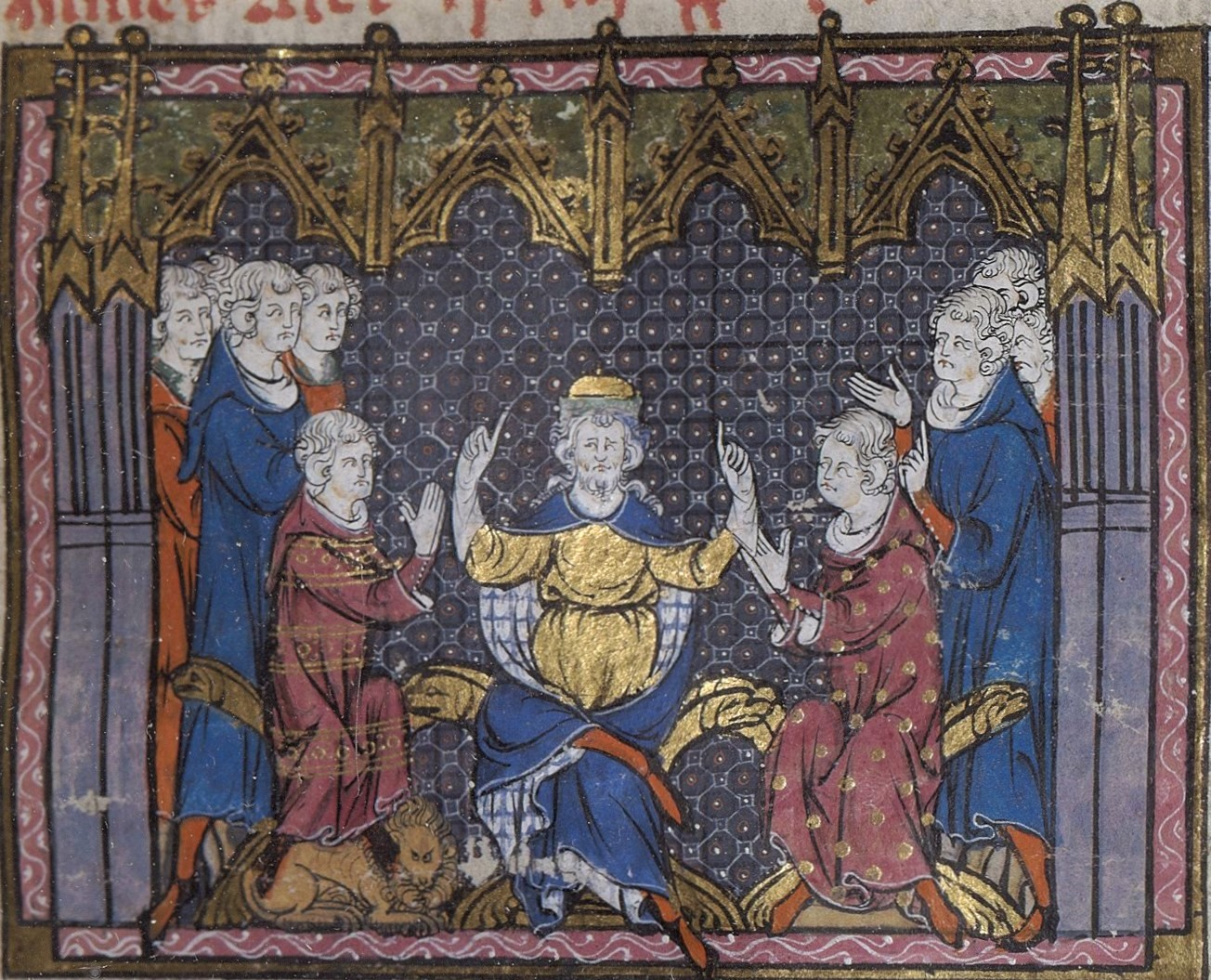
Martell Károly felosztja a királyságot Kis Pippin és Karlmann között (Miniatúra), Grandes Chroniques de France, Bibliothèque nationale de France

720-ban meghalt IV. Chlothar, és utódjául Károly a kiskorú IV. Theuderichet tette királlyá. Theuderich 737-es halálát követően a majordomus nem nevezett ki maga mellé újabb koronás főt. Bár majordomusként adott ki rendeleteket, gyakorlatilag semmiféle hatalom nem korlátozta. Sokatmondó, hogy amikor III. Gergely pápa segítséget kért tőle a longobárdok ellen, subregulus (alkirály) névvel illette Károlyt, aki egyébként nem vonult szövetségese ellen.
Károly nem félt elkobozni egyházi birtokokat sem, ha továbbadományozásukkal növelhette lovagseregét. (Károly a benefícium-rendszer következetes alkalmazója volt: a birtokokat feltételes használatra adta katonai szolgálat fejében katonáinak.) Ezzel kivívta a katolikus egyház haragját, de Szent Bonifác személyében hathatós védnökre talált, aki meg tudta értetni a pápasággal, hogy az egyházi javakat a kereszténység védelmére fogják felhasználni. Jutalmul a majordomus az általa megszervezett mainzi érsekség élére tette Bonifácot, és alárendelte neki a négy, újonnan kreált bajor egyházmegyét is (Salzburg, Regensburg, Freising és Passau).

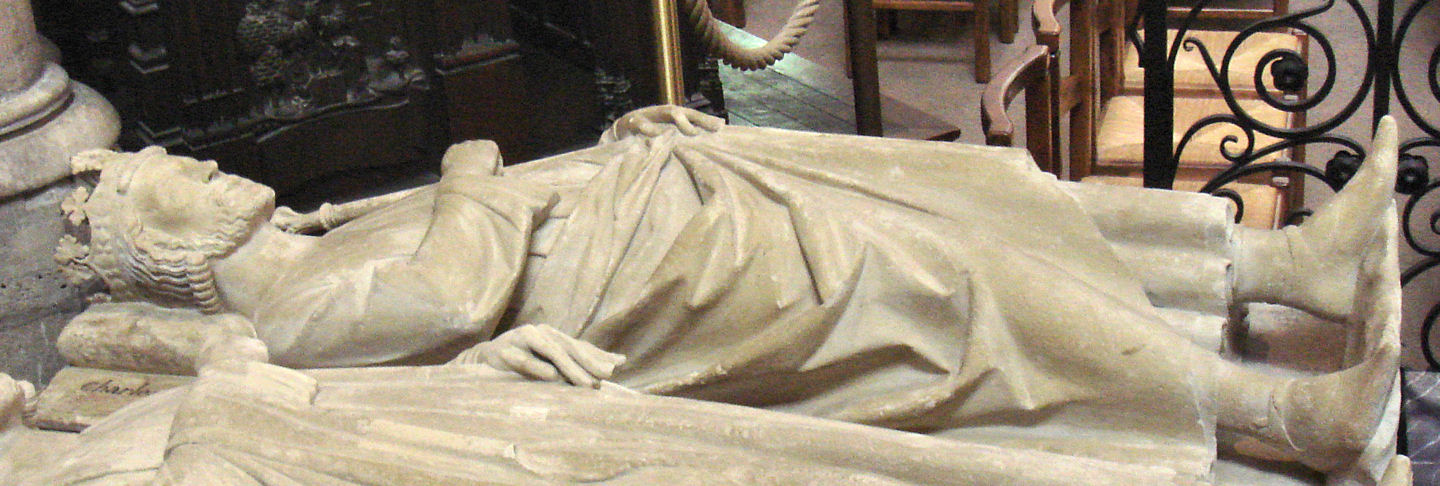
Martell Károly síremléke a Saint-Denis-székesegyházban

741-es halálakor mintegy uralkodóként osztotta fel „országát” fiai, a Neustriát megkapó III. Pipin frank király és az Austrasia élére helyezett Karlmann között. Utóbbi később kolostorba vonult, Pipin pedig leváltotta az utolsó Meroving uralkodót, és királyi dinasztiává tette a Karolingok családját.